# Leptobatopsis ashmeadii
Leptobatopsis ashmeadii là một loài tò vò trong họ Ichneumonidae.